# ويليام سميث وارنر
ويليام سميث وارنر (بالإنجليزية: William Smith Warner)‏ هو قاضي صلح ‏ وسياسي أمريكي، ولد في 1 فبراير 1817، وتوفي في 6 يناير 1897. انتخب عضو جمعية ولاية ويسكونسن.